# رابرت کارنی
رابرت کارنی (انگلیسی: Robert Carney; ۲۶ مارس ۱۸۹۵ – ۲۵ ژوئن ۱۹۹۰) ادمیرال نیروی دریایی ایالات متحده آمریکا بود، که در فاصله سال‌های ۱۹۵۳ تا ۱۹۵۵ به‌عنوان چهاردهمین فرمانده عملیات نیروی دریایی آمریکا فعالیت می‌کرد.
کارنی فعالیت نظامی را از سال ۱۹۱۶ در نیروی دریایی آمریکا آغاز کرد، از ۱۹۴۲ تا ۱۹۴۳ فرمانده رزم‌ناو یواس‌اس دنور بود، از ۱۹۴۹ تا ۱۹۵۱ به‌عنوان فرمانده ناوگان دوم ایالات متحده آمریکا فعالیت می‌کرد و از ۱۹۵۱ تا ۱۹۵۳ فرماندهی نیروی مشترک ناپل را برعهده داشت.